# NGC 2267
NGC 2267 è una galassia lenticolare situata nella costellazione del Cane Maggiore, a una distanza di circa 81 milioni di anni luce dalla nostra Via Lattea.

## Scoperta
La galassia è stata scoperta il 16 febbraio 1836 dall'astronomo britannico John Herschel.